# Лессинг, Дорис
До́рис Мэй Ле́ссинг (англ. Doris May Lessing; урождённая Те́йлор; 22 октября 1919, Керманшах — 17 ноября 2013, Лондон) — английская писательница-фантаст, лауреат Нобелевской премии по литературе 2007 года с формулировкой «Повествующей об опыте женщин, со скептицизмом, страстью и провидческой силой, подвергшей рассмотрению разделённую цивилизацию». Бывшая коммунистка и сторонница суфизма, феминистка.
Автор 5 романов из серии «Канопус в Аргосе» (1979—1982), содержащих различную трактовку философской проблематики пассивного участия слабого человечества в борьбе могущественных цивилизаций. При положительном отзыве Брайана Олдисса серия была раскритикована за использование концепции богов-пришельцев. С 1965 года регулярно выходят монографии о творчестве Лессинг.

## Биография
Дорис Мэй Тейлор родилась 22 октября 1919 года в Персии (современный Иран), в городе Керманшах. Её отец был офицером, а мать медсестрой. Родители Дорис познакомились в госпитале, где капитан Альфред Тайлер (англ. Captain Alfred Tayler) проходил лечение после ампутации ноги, ранения, полученного им в ходе Первой мировой войны. В 1925 году, когда Дорис было 6 лет, её семья перебралась в Южную Родезию (сейчас — Зимбабве), бывшую тогда английской колонией.
Сама Лессинг описывала годы, проведённые в африканской глуши, как «кошмар», в котором лишь иногда было немного удовольствия. По словам романистки, несчастливое детство было одной из причин того, что она стала писать, рассказывая об отношениях колонизаторов с чёрными африканцами и пропасти, лежащей между двумя культурами. Её мать с энтузиазмом пыталась внедрить традиции эдвардианского уклада жизни среди местного населения.
Африканские впечатления своего детства Лессинг красочно описала в новелле «Колдовство не продаётся» (англ. No Witchcraft for Sale, 1951).
Дорис получила образование в католической школе, а затем в школе для девочек в столице Солсбери (ныне Хараре), которую она так и не окончила. Никакого формального образования в дальнейшем она не получила. В юности сменила несколько профессий, в том числе работала сиделкой, телефонным оператором, журналистом.
Дорис была замужем дважды. В первый раз она вышла замуж в 1939 году за Франка Чарльза Висдома, которому родила двоих детей: дочь Джин (англ. Jean Wisdom) и сына Джона (англ. John Wisdom). Однако в 1943 году она развелась с мужем, оставив ему детей. В 1945 году она вновь вышла замуж. Вторым мужем Дорис стал немецкий эмигрант Готфрид Лессинг. У Лессингов родился сын Питер (англ. Peter Lessing). Брак закончился разводом в 1949 году. Дорис забрала сына Питера и покинула Африку. Новый этап свой жизни она начала в Лондоне.
В 1950-х и 1960-х годах Дорис Лессинг примкнула к британской компартии (хотя выходила из её состава после подавления СССР венгерского восстания в 1956 году) и стала активисткой антиядерного движения. Ей было отказано в праве въезда в ЮАР и в Родезию за критику апартеида.

### Карьера
Литературное творчество Дорис Лессинг можно условно поделить на три чётко выраженных периода: коммунистическая тематика (с 1949 по 1956 год), когда она писала на острые социальные темы; психологическая тематика (1956—1969 годы); ещё одним этапом был суфизм, который выразился во многих её научно-фантастических произведениях из серии «Канопус».
Дебютный роман Лессинг, «Трава поёт» (англ. The Grass is Singing), был опубликован в 1949 году. Главная героиня книги — Мэри Тёрнер — на первых страницах книги предстаёт перед нами молодой, незамужней и счастливой девушкой. У неё есть работа, друзья, хобби. Она вполне довольна своей жизнью, но однажды она случайно слышит разговор своих знакомых, где они обсуждают, почему она не выходит замуж. Таким образом, под воздействием общественного мнения, она начинает искать мужа и выходит замуж за фермера и уезжает жить к нему на ферму, где и разворачивается основной конфликт романа. Книга исследует социальные аспекты жизни человека, и женщины в частности. Между 1952 и 1969 годами опубликовала полуавтобиографическую серию «Дети насилия» (англ. The Children of Violence), состоящей из пяти романов: «Марта Квест» (1952), «Подходящий брак» (1954), «Зыбь после шторма» (1958), «Окружённый сушей» (1966), «Город о четырёх вратах» (1969).
В 1962 году был опубликован роман «Золотая тетрадь» (англ. The Golden Notebook), считающийся классикой феминистской литературы.
«Инструкция к спуску в ад» (1971) — одно из первых произведений писательницы, написанных в жанре научной фантастики.
В период с 1979 по 1983 год Лессинг опубликовала серию фантастических романов «Канопус в Аргосе» (англ. The Canopus in Argos: Archives Series), в которых она выстраивает утопический мир будущего, поделённый на шесть основных зон и заселённый архетипами мужчин и женщин. Описываемые зоны представляют собой определённые «уровни бытия»: «Шикаста» (1979), «Браки между зонами три, четыре, пять» (1980), «Эксперименты на Сириусе» (1981), «Создание комитета представителей для планеты восемь» (1982), по мотивам последнего в 1988 году композитором Филипом Глассом была написана опера. Заключительный роман цикла «Документы, имеющие отношение к сентиментальным агентам в империи Волиен» вышел в 1983 году.
В 1985 году Лессинг опубликовала сатирический роман «Добрый террорист» (англ. The Good Terrorist) о группе лондонских революционеров. Роман был благосклонно принят критиками. В 1988 году вышла знаменательная для Дорис Лессинг книга «Пятый ребёнок» (англ. The Fifth Child). Она признана наивысшим достижением писательницы в позднем периоде её творчества. Роман рассказывает о ребёнке с признаками аутизма и об отношении к нему его семьи. В 1990-х годах она издала две автобиографические книги: «В моей шкуре» и «Идти в тени» (англ. Walking in the Shade). В 1996 году, после восьмилетнего перерыва, вышел роман «Любовь, опять любовь», который представляет собой своего рода антропологическое исследование явления «любовь». В 1999 году — футурологический роман «Мара и Дэн». Роман «Бен среди людей», продолжение «Пятого ребёнка», был опубликован в 2000 году. В 2007 году Дорис Лессинг пишет произведение «Расщелина», где рассказывается альтернативная история человеческого рода: сначала существовали только женщины, которые оплодотворялись бесполым способом, а мужчины появились намного позднее. Книгу можно отнести к феминистической тематике.
Два романа Дорис Лессинг опубликовала под псевдонимом Джейн Сомерс: «Дневник хорошей соседки» (1983) и «Если бы старость могла…» (1984).

## Признание и награды
За роман «В моей шкуре» в 1994 году Лессинг была присуждена мемориальная премия Джеймса Тейта Блэка. В июне 1995 года Лессинг была удостоена степени доктора Гарвардского университета. В том же году посетила Южную Африку.[прояснить] В декабре 1999 года Дорис Лессинг была удостоена Ордена кавалеров почёта, которым награждаются деятели наук и искусств за «особые заслуги перед нацией».
В январе 2000 года в Национальной портретной галерее в Лондоне состоялось официальное открытие портрета Дорис Лессинг работы художника Леонарда Маккома. В 2001 году получила премию Дэвида Коэна.
Другие полученные премии:
- Испанская литературная премия принца Астурийского.
- Британская премия Сомерсета Моэма.
- Итальянская премия Гринцане Кавур.
- Германская Шекспировская премия Альфреда Тепфера.
- Нобелевская премия по литературе в 2007 году с формулировкой «За исполненное скепсиса, страсти и провидческой силы постижение опыта женщин».

### Избранные романы
- «Трава поёт» («The Grass Is Singing») — 1950
- «Золотая тетрадь» («The Golden Notebook») — 1962
- «Воспоминания выжившей» («Memoirs of a Survivor») — 1974
- «Пятый ребёнок» («The fifth child») — 1988
- «Любовь, опять любовь» («Love, Again») — 1996
- «Бен среди людей» («Ben, in the World») — 2000
- «Великие мечты» («The Sweetest Dream») — 2001
- «Расщелина» («The Cleft») — 2007

### Канопус в Аргосе
- Запомнить: колонизованная планета 5, Шикаста (1979)
- Браки между зонами 3, 4 и 5 (1980)
- Сирианские эксперименты (1981)
- Назначить посланца на планету 8 (1982)
- Сентиментальные агенты в имперском Вольене (1982)

### Сборники рассказов
Дорис Лессинг написала множество рассказов. Неполный список их сборников:
- «Это была страна старого вождя» (1951)
- «Привычка любить» (1958)
- «Мужчина и две женщины» (1963)
- «Африканские истории» (1964)
- «Искушения Джека Оркни» (1972)
- В 1978 году вышел том рассказов[какой?], включивший всю её «малую прозу», кроме рассказов, действие которых происходит в Африке.
- «Настоящее» (1992)

### Пьесы
- «Мистер Доллинджер» (1958)
- «Каждому — своя собственная пустыня» (1958)
- «Правда о Билли Ньютоне» (1961)
- «Игра с тигром» (1962)

В 1997 году результатом нового сотрудничества с композитором Филипом Глассом явилась опера «Браки между зонами три, четыре, пять», премьера которой состоялась в Германии.

### Публицистика
- «Прежде всего кошки» (1967, переработанное издание Прежде всего кошки и Руфус, 1991)
- «Идя домой» (1957)
- «В поисках английского» (1960).

### Публикации на русском языке
- Лессинг Д. Муравейник: Повесть / Пер. с англ. С. Терехиной и И. Маненок. — М.: Правда, 1956. — 64 с. — 150 тыс. экз.
- Лессинг Д. Марта Квест / Пер. с англ. Т. А. Кудрявцевой. — М.: ИИЛ, 1957. — 341 с.
- Лессинг Д. Повести. (Муравейник. Джордж «Леопард». Эльдорадо. Голод). — М.: ИИЛ, 1958. — 301 с.
- Лессинг Д. Колдовство не продаётся. Саранча // сб. «Английская новелла» — Л.: Лениздат, 1961
- Лессинг Д. Повесть о двух собаках // сб. «Жажда человечности»: Рассказы. — М.: «Молодая гвардия», 1978
- Лессинг Д. Лето перед закатом. — М.: АРТ, 1992. — 376 с. — 100 тыс. экз.
- Лессинг Д. Пятый ребёнок. Бен среди людей. (Bella Donna) — М.: Эксмо, 2006. — 350 с.
- Лессинг Д. Шикаста. — СПб.: Амфора, 2008.
- Лессинг Д. Браки между Зонами Три, Четыре и Пять… — СПб.: Амфора, 2008.
- Лессинг Д. Сириус экспериментирует. — СПб.: Амфора, 2008.
- Лессинг Д. Создание Представителя для Планеты Восемь. — СПб.: Амфора, 2008.
- Лессинг Д. Сентиментальные агенты в империи Волиен. — СПб.: Амфора, 2008.
- Лессинг Д. Маара и Данн. — СПб.: Амфора, 2008.
- Лессинг Д. Повесть о генерале Данне, дочери Маары, Гриоте и снежном псе. — СПб.: Амфора, 2008.
- Лессинг Д. Трава поёт. — СПб.: Амфора, 2008.
- Лессинг Д. Воспоминания выжившей: [роман]/пер.с англ. Ю.Балаяна. — СПб.: Амфора, 2008. — 271 с.
- Лессинг Д. Расщелина: [роман] / пер. с англ. Ю. Балаяна. — СПб.: Амфора, 2008. — 285 с.
- Лессинг Д. Любовь, опять любовь: [роман] / пер. с англ. Ю. Балаяна. — СПб.: Амфора, 2008. — 357 с.
- Лессинг Д. Великие мечты — СПб.: Амфора, 2009.
- Лессинг Д. Золотая тетрадь. — СПб.: Амфора, 2009.
- Лессинг Д. Кошки. — СПб.: Амфора, 2009.
- Лессинг Д. Бабушки: Повести / пер. с англ. Фёдорова Ю., Питчер А. — М.: Эксмо, 2014.